# Бели лук
Бели лук или чешњак (лат. Allium sativum) је главичаста вишегодишња, веома распрострањена зачинска биљка.

## Бели лук као народни лек
У народу, бели лук је лек за све, према коме се има врло велико и непоколебљиво поверење. У том готово фанатичном исконском веровању иде се често тако далеко да се бели лук и данас у неким домаћинствима на селу употребљава не само као превентивно већ и као мађијско заштитно средство против »злих духова« и других »невидљивих опасних сила«, дакле, као средство за бајање, врачање, чини и мађије. Исконско веровање у лековиту, заштитну и мађијску моћ белог лука заорало је дубоку бразду у материјалном и духовном животу народа. Готово да нема сеоске куће која не сади лук. Бели лук се готово редовно једе и ставља као зачин у разна јела. У пролеће и за време некадашњих дуготрајних постова православаца бели лук се обавезно морао јести уз сваки оброк. За време разних епидемија тифуса, колере, куга, дизентерије, грипа и уопште кад год се јављао велик помор народа од заразних болести, увек је као превентивно и куративно средство препоручиван и свакодневно употребљаван, пре свега, бели лук. Кад је мајка спремала сина у војнике, кћер међу младеж, а једро дете на улицу, често се негде у оделу или око тела крило мало белог лука (амајлија). И данас неки на пут не крећу без белог лука.
Мало је домаћих биљака којима се придаје толика важност и у које се има тако неупитно поверење као према белом луку. Кад се има у виду да се у новије време бели лук и научно испитује у хемијским и микробиолошким лабораторијама, у фармацеутској индустрији и на клиникама, да су добијени добри резултати у лечењу многих болести, од којих су се и народи на разним континентима хиљадама година штитили и лечили на примитиван начин белим луком, онда се још више намеће потреба за проучавање употребе ове биљке у народном животу, народној исхрани, а пре свега у народној медицини. Томе треба додати још и ону широку вишестраност белог лука, не само као биљке која се истовремено употребљава и као свакидашња храна, значи, лек, а понекад и као мађија, већ и због тога што је и његово физиолошко, лековито дејство врло многоструко. Наиме, и у народној и у научној медицини последњих година бели лук се употребљава за лечење знатног броја врло разноврсних болести, како изнутра тако и споља.
Из историјских података види се да су и у старом и у средњем и дуго времена у новом веку бели лук признавале за лек и службене медицине разних народа, али је у последњим вековима, а нарочито у XIX веку готово потпуно избачен из фармакопеја. Тек у I, а нарочито у Другом светском рату и после њега почиње право научно проучавање белог лука заједно са изванредним радовима на изучавању и откривању бактериостатичних лекова типа пеницилина, стрептомицина, дакле, антибиотика (в. фитонциди).

## Употреба белог лука у медицини

### Употреба белог лука у народној медицини
Бели лук се у народној медицини користи за
- Лечење органа за дисање
- Лечење оболелог срца и крвних судова (атериосклерозе)
- Лечење живчаних болести, главобоље, несвестице итд.
- Лечење органа за варење
- Употреба белог лука против цревних паразита
- Лечење кожних болести, коспопада и устобоље
- Лечење болесне џигерице

### Употреба у научној медицини
Бели лук се све више и разноврсније употребљава у научној медицини. Осим галенских, израђују се и препарати у фармацеутској индустрији. Употреба у научној медицини углавном се поклапа са применом у народној. Улази у састав разних препарата за изазивање апетита, за јачање, као стимуланс нервног система (у САД), против високог крвног притиска, атериосклерозе и дечјих глиста, као ефикасно антисептично превентивно средство против разних заразних болести (тифус, грип, дифтерија, колера), против хроничног бронхитиса, великог и обичног кашља као експекторанс, у облику кашице за лечење чирева и убоја, а за време Другог светског рата и за спречавање загнојавања рана, против перути и опадања косе и др.

## Хемијски састав
Бели лук има врло слаб, готово неприметан мирис, све док се не озледи. То је случај не само са зрелим главицама белог лука него и са целом зеленом биљком. Чим се почне резати, ломити, кидати или туцати, одмах почне отпуштати карактеристичан љут мирис. У том погледу, дакле, постоји сличност белог лука с реном, ротквом, ротквицом, слачицом, разним другим врстама лука и многим другим биљкама које немају мириса док су целе, а кад се озледе, отпуштају љут мирис сумпорних једињења, карактеристичних за све дроге које садрже сумпорне гликозиде или сумпорне хетерозиде. И бели лук и друге врсте лука, слачица, рен и друге сличне, кад се жваћу и једу, имају мање или више љут укус. Кад се држе на кожи, изазивају најпре осећај топлоте на месту примене, затим бол, а ако се бели лук, рен, слачица или нека друга слична сумпорногликозидна дрога заборави да скине с рамена, колена, крста или ког другог болног места, може се појавити мања или већа рана или, у најбољем случају, јако црвенило или мехур (плик).
Бели лук дуго задржи своју љутину, докле се не осуши или не проклија у толикој мери да нова биљчица из њега извуче сву храну и воду, сокове. Напротив, самлевен или стуцан бели лук, као и остале дроге сличног хемијског састава, брзо губе љути мирис и укус. Изузетак је бела слачица, због чега се она и употребљава за израду »слачице«, сенфа или мустарда, јер производ хидролизе сумпорног хетерозида беле слачице, синалбозид, није испарљива супстанција и због тога се не осећа љути мирис, него само љут укус кад се семе беле слачице самеље и водом покваси или кад се жваће.
Одавно је познато да се из белог лука дестилацијом помоћу водене паре може добити етарско уље карактеристичног и својственог љутог мириса на бели лук. Од 1844. године почиње проучавање хемијског састава тог љутог уља. Године 1892. и касније установљено је коначно да се етарско уље, добијено воденом дестилацијом после врења смрвљених главица, састоји од разних алифатских незасићених сумпорних једињења. Тек 1944. године из белог лука је помоћу воде и алкохола, а затим дестилацијом помоћу водене паре под смањеним притиском, издвојена једна уљаста, безбојна, непостојана супстанција коју су назвали алицин. Огледима је утврђено да водени раствор алицина има велику бактерицидну моћ према извесним микроорганизмима. На пример, чак и у разблажењу 1:85.000 до 1:125.000 алицин показује антибактеријско дејство према неким грампозитивним и грамнегативним микроорганизмима: стафилококе, стрептококе, бацили тифуса, дисентерије и колере.
Већ 1947. године утврђена је хемијска грађа, формула алицина. Доказано је такође да алицин није првобитна супстанција белог лука, већ да је један од међупроизвода ферментативног распадања неког већег једињења, да је оксидациони производ диалилдисулфида, који је главни састојак уља белог лука, непријатног мириса и ниске тачке кључања. Уосталом, и раније су аналитичари приметили ово: кад се свеж, неозлеђен, цео лук претходно стабилизује алкохолним парама (уништи се тиме ензим ализиназа), из лука се не може добити алицин. Кад се од овако стабилизованог лука начини водена супстанција, она нема антибактеријско дејство; ако се тој суспензији дода мало суспензије нестабилизованог самлевеног лука, дакле, ензима, одмах се јавља јако бактерицидно дејство. Исте, 1947. године изоловано је из главица белог лука ново једињење и названо алнин, у облику игличастих кристала без мириса.
Алнин нема антибактеријске особине, али ако се његовом раствору дода фермент алииназа из свежег лука, антибактеријско дејство је врло велико против стрептококуса, пиогенеса, колибацила, бацила тифуса и дизентерије.

## Историја

### Увод
Бели лук је, према испитивањима многих научних истраживача, веома стара културна биљка. Стари Кинези, Индуси, Јевреји, Египћани и други народи гајили су бели лук више векова пре наше ере као хранљиву, зачинску и лековиту биљку.
У старој индуској медицини бели лук је био врло цењен лек, а употребљавали су га и као љубавни напитак. У тој далекој земљи, због које су вођени толики крвави империјалистички ратови, све у жељи да се европске силе дочепају бибера, цимета, каранфилића, морског орашчета и других скупоцених зачина, који су били непосредан повод открићу Америке, у Индији, где је флора тако бујна и разноврсно и раскошно богата и где је због тога и њихова материја медика много богатија од наших европских, бели лук је био цењен као лек против разноврсних болести. Пре свега, употребљаван је као општи тоник, средство за јачање у случајевима великог броја болести: немања апетита, лошег варења, мршавости и опште слабости, кашља, кожних болести, реуматизма, хемороида (шуљева) и др. У Ведама, индуским светим књигама, спомињу се лекови, међу њима и бели лук. Индуски свештеници били су први лекари и апотекари, па је разумљиво да је лечење и давање лекова обављано уз примену тајни, молитава, мађија, сложеног ритуала и раскошне церемоније.
Египћани су знали за многе лековите, ароматичне, зачинске и отровне дроге. У почетку, док су били мали и сиромашни, задовољаваху се лековитим сировинама из своје флоре, углавном око Нила. Највише су употребљавали лук. Касније, уколико су даље ширили своју власт и трговачки утицај, све су више тражили скупоцене дроге јаког физиолошког дејства, јаке зачине и мирисе са Истока, а бели лук је остао за сиротињу, за радни свет. У Еберовим Папирусима (око 1500. године пре наше ере) спомињу се разне лековите биљке, поред осталих и много цењени бели лук. Стари Египат био је од огромног утицаја на целокупну културу Јелина и других старих народа, Феничана, Вавилонаца, Јевреја, Персијанаца и других. Сви ови пустињски или полупустињски народи, мање-више сточарски и номадски, употребљавали су готово редовно бели лук. Тај њихов утицај осећао се и касније кроз цео средњи и нови век на све народе око Средоземног мора до данашњег дана, јер видимо и данас да народи око Медитерана, а нарочито они око његовог источног дела, највише употребљавају бели лук као свакидашњу храну, зачин, лек, превентивно средство, чини и мађије. Стари Египћани су много ценили бели лук. Захваљујући превентивној моћи белог лука, успело је грађење пирамида, јер су спречене заразне болести.
Y Библији се спомиње једно јело од белог лука и сирћета које се давало косачима.

### Стари Грци
Стари Грци су такође много ценили лук. Иако су забрањивали приступ у храмове онима који су јели бели лук (називали су га »смрдљива ружа«), ипак је мало лековитих дрога које су толико поштовали као бели лук. Орфеј спомиње бели лук, кукурек и друге биљке као лек. Хипократ у својим делима наводи бели лук као лек против цревних паразита, за уређивање столице и појачавање мокрења. Диоскорид наводи бели лук као лек против цревних паразита, средство за уређивање менструације и против уједа змија (бели лук се пије у вину) и против уједа бесног пса (полаже се на рану). Помешан с уљем и сољу, добар је против оспица, а с медом, против лишаја и неких других болести.

### Римљани
У почетку, док не освојише земље и градове изван мале римске државе и Италије, и први Римљани, као, уосталом, и сви други примитивни и сиромашни народи, употребљаваху за лек, зачин и храну скромне и малобројне сировине свог краја. Знали су и употребљавали углавном купус, бели и црни лук. Катон тврди да се Рим једном спасао од куге захваљујући превентивној употреби купуса. И он га зато препоручује Римљанима (и у купусу, као и разним врстама лука, роткве, у рену и слачици има сумпорних љутих састојака сличног састава и физиолошког дејства). Касније, у моћној и огромној Римској Империји, бели лук и црни хлеб остадоше и даље за сиротињу, за плебс, а властодршци почеше све више употребљавати и прекомерно уживати скупоцене дроге јаког физиолошког дејства, највише фине ароматичне зачине и мирисе из покорених земаља Азије и Африке. Виргилије спомиње употребу исцеђеног сока из белог лука и мајчине душице: жетеоци, косачи треба да се намажу тиме ако желе мирно и безбрижно да се у подне одморе и отпочину, јер их онда змије неће уједати.
Славни медицински писац и лекар римских легија, отац практичне или галенске фармације, Галенус наводи бели лук као најомиљенији народни лек против свих болести и зато га назива »сељачки теријак«. Он га употребљава као средство за уређивање столице и против колика. Целзијус га употребљава против туберкулозе и грознице. За Плинија Старијег (23—79) бели лук је универзални лек, па каже да је мало болести које му могу одолети и да је нарочито добар за заустављање кашља. Плиније пише да Египћани полажу заклетву спомињући притом бели и црни лук; сматрају их, дакле, као две свете и чудотворне биљке. Колумел (I век) спомиње употребу белог лука као љубавног напитка (афродизијак).
Арапски лекари у средњем веку много су допринели ширењу употребе белог лука за лек, као што су, уосталом, учинили и за многе друге дроге за које дотле није знала тадашња назадна западна Европа, утонула у мрак и незнање.
Лоницерус (1564. године) препоручује бели лук против глиста, а споља за лечење разних кожних болести и перути на глави.

## Народна имена
- лук;
- лукац;
- лук-чесан;
- лук-чешњак;
- сарансак;
- чесан-лук;
- чесни лук;
- чесновити лук;
- чешњак;
- чесњак.